# Krzysztof Kaczmarski (samorządowiec)
Krzysztof Maciej Kaczmarski (ur. 23 lutego 1959 w Tarnowie) – polski nauczyciel, samorządowiec i działacz społeczny. Od 2014 burmistrz Dąbrowy Tarnowskiej.
W latach 2002–2006 starosta dąbrowski, w latach 2006–2007 wicestarosta dąbrowski. 

## Życiorys
Posiada wykształcenie wyższe, jest absolwentem Uniwersytetu Jagiellońskiego. Kształcił się również na Wyższej Szkole Pedagogicznej w Kielcach oraz Wyższej Szkole Biznesu w Tarnowie. Pracował w I Liceum Ogólnokształcącym w Dąbrowie Tarnowskiej jako nauczyciel oraz zastępca dyrektora. W 1999 założył stowarzyszenie Niezależni Ziemi Dąbrowskiej oraz stowarzyszenie Pomocna Dłoń, zajmujące się pomocą osobom z niepełnosprawnościami. Zainicjował powstanie Warsztatów Terapii Zajęciowej w Dąbrowie Tarnowskiej. W latach 2007–2014 był prezesem Spółdzielni Mieszkaniowej w Dąbrowie Tarnowskiej
W 2002 uzyskał mandat radnego powiatu dąbrowskiego II kadencji, został wybrany również starostą. W 2006 ponownie uzyskał mandat radnego powiatu i wybrano go na wicestarostę dąbrowskiego. W 2007 roku został odwołany z tej funkcji. W wyniku odmowy rejestracji listy „Niezależnych” z powodu zbyt małej ilości podpisów w okręgu nr 1, nie wystartował w wyborach do rady powiatu IV kadencji. W 2010 uzyskał drugi wynik w rozstrzygniętych w pierwszej turze w wyborach na burmistrza Dąbrowy Tarnowskiej, otrzymując 26,61% głosów.
W 2014 ponownie wystartował w wyborach na burmistrza Dąbrowy Tarnowskiej i w drugiej turze pokonał ubiegającego się o reelekcję Stanisława Początka, uzyskując 55,37%. 6 grudnia 2014 na sesji Rady Miejskiej został zaprzysiężony i objął urząd burmistrza Dąbrowy Tarnowskiej. W tych samych wyborach uzyskał również mandat radnego powiatu, wygasł on z powodu wyboru na burmistrza
W 2018 wygrał wybory w I turze z wynikiem 59,88%
W 2024 ponownie wygrał wybory na burmistrza, pokonując w II turze popieranego przez Prawo i Sprawiedliwość Andrzeja Gizę, uzyskując 56,07% poparcia. Został wybrany również do Rady Miejskiej, jego mandat wygasł z powodu wyboru na burmistrza.

## Odznaczenia i wyróżnienia
- Złoty Medal za Zasługi dla Policji (2023)[20]
- Brązowy Medal Za zasługi dla obronności kraju (2005)[21]
- Odznaka "Zasłużony Działacz Ruchu Spółdzielczego" (2015)[22]
- Odznaczenie Jubileuszowe Towarzystwa Przyjaciół Ziemi Dąbrowskiej (2005)[23]
- Nagroda "Uskrzydlony" w kategorii samorząd terytorialny (2005)[24][3]
- Tytuł "Zasłużony dla Gminy Dąbrowa Tarnowska" (2015)[25]

## Wyniki wyborcze
| Wybory | Komitet wyborczy                  | Komitet wyborczy                    | Organ                         | Okręg         | Wynik       |
| ------ | --------------------------------- | ----------------------------------- | ----------------------------- | ------------- | ----------- |
| 2002   |                                   | KWW Niezależni                      | Rada Powiatu Dąbrowskiego     | nr 1          | 299 (4,88%) |
| 2006   | KWW Niezależni Powiśle Dąbrowskie | 641 (9,41%)                         | Rada Powiatu Dąbrowskiego     | nr 1          |             |
| 2010   | KWW Niezależni Powiśle Dąbrowskie | Burmistrz Dąbrowy Tarnowskiej       | Burmistrz Dąbrowy Tarnowskiej | 2240 (26,61%) |             |
| 2014   | KWW Niezależni Powiśle Dąbrowskie | Rada Powiatu Dąbrowskiego           | nr 1                          | 397 (5,69%)   |             |
| 2014   | KWW Niezależni Powiśle Dąbrowskie | Burmistrz Dąbrowy Tarnowskiej       | Burmistrz Dąbrowy Tarnowskiej | 2085 (26,07%) |             |
| 2014   | KWW Niezależni Powiśle Dąbrowskie | Burmistrz Dąbrowy Tarnowskiej       | Burmistrz Dąbrowy Tarnowskiej | 3797 (55,37%) |             |
| 2018   | KWW Niezależni Ziemi Dąbrowskiej  | Burmistrz Dąbrowy Tarnowskiej       | Burmistrz Dąbrowy Tarnowskiej | 5039 (59,88%) |             |
| 2024   | KWW Niezależni Ziemi Dąbrowskiej  | Burmistrz Dąbrowy Tarnowskiej       | Burmistrz Dąbrowy Tarnowskiej | 3682 (44,37%) |             |
| 2024   | KWW Niezależni Ziemi Dąbrowskiej  | Burmistrz Dąbrowy Tarnowskiej       | Burmistrz Dąbrowy Tarnowskiej | 4205 (56,07%) |             |
| 2024   | KWW Niezależni Ziemi Dąbrowskiej  | Rada Miejska w Dąbrowie Tarnowskiej | nr 3                          | 233 (9,21%)   |             |

## Życie prywatne
Żonaty, ojciec Pawła – radnego powiatu dąbrowskiego VI i VII kadencji.